# Dicellarius atlanta
Dicellarius atlanta är en mångfotingart som först beskrevs av Chamberlin 1946.  Dicellarius atlanta ingår i släktet Dicellarius och familjen Xystodesmidae. Inga underarter finns listade i Catalogue of Life.